# れ
れ、レは、日本語の音節のひとつであり、仮名のひとつである。1モーラを形成する。五十音図において第9行第4段（ら行え段）に位置する。

## 概要

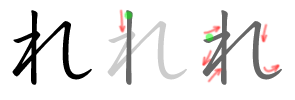
「れ」の筆順

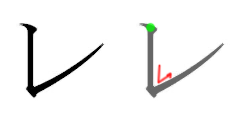
「レ」の筆順

- 現代標準語の音韻: 1子音と1母音からなる音 /re/。舌の先で上歯茎付近をはじくことによる有声子音/r/とえからなる音。国際音声記号で語中の/r/は歯茎はじき音[ɾ]で記述される。語頭の/r/は接触の持続時間がやや長く歯茎側面はじき音[ɺ]で記述される。
- 五十音順: 第42位。や行い段とえ段のいとえを数に加えると44位。
- いろは順: 第17位。「た」の次、「そ」の前。
- 平仮名「れ」の字形: 「礼」の草体
- 片仮名「レ」の字形: 「礼」の右の部分
- 変体仮名（連）
- ローマ字: re、le
- 点字:
- 通話表: 「れんげのレ」
- モールス信号: －－－
- 手旗信号：7

- 発音: れ[ヘルプ/ファイル]

## れ に関わる諸事項
- 日本の漢字の音読みにおいて、「レ」（re）単独の音を持つ漢字は無いため、五十音で唯一単独の漢字は存在していない。ただし、人名や地名では「礼」、「麗」、「連」など本来「レイ」や「レン」と読む字を「レ」と読ませることはある。
- 日本のレンタカーのナンバープレートの文字は通常「わ」だが、北海道と、長崎・鹿児島の離島事務所のみ「れ」である（日本のナンバープレート#自動車（登録車）も参照）。
- JRの列車番号は、機関車牽引の客車列車・貨物列車については数字のみで文字を記さないが、表記上で「列車（れっしゃ）」の略である「レ」（カタカナの「れ」）をつける場合がある（例えば「第1列車」を「1レ」など）。